# JR九州キハ72系気動車
キハ72系気動車（キハ72けいきどうしゃ）は、九州旅客鉄道（JR九州）の特急形気動車。1999年（平成11年）に登場した。
久大本線のリゾート特急「ゆふいんの森」用車両として登場。「新ゆふいんの森」と称される。また、かつて同列車に使用していたキハ183系1000番台が「ゆふいんの森II世」の通称とされていたことや、キハ71系から数えて同列車に使用される3代目の車両であることから「ゆふいんの森III世」、「三代目ゆふいんの森」と称される 場合もある。

## 製造の背景
特急「ゆふいんの森」はキハ71系とキハ183系1000番台各1編成を使用した2往復体制で運行されていたが、キハ183系を大村線の特急「シーボルト」に転用し、キハ71系と同等のサービスレベルを持つ車両を新製することとなった。キハ71系のように車体のみの新製ではなく、足回りも含めての完全な新製車となった。
1999年（平成11年）落成の4両は、1998年（平成10年）10月下旬に新潟鐵工所で構体を製作し、九州旅客鉄道小倉工場まで甲種輸送された。2015年製造のキサハ72 4の構体は近畿車輛で構体を製作、西小倉駅経由で小倉総合車両センターまで甲種輸送された。いずれも、最終組み立ては小倉工場→小倉総合車両センターで実施された（ノックダウン生産）。
初代「ゆふいんの森」専用車として生まれたキハ71系と、「オランダ村特急」から転用されたキハ183系1000番台では外観が大きく異なっていたが、本系列はキハ71系の増備目的ということもあり、その意匠を受け継いでいる。「緑の森へ、豊かな21世紀へ」を基本コンセプトに、自然と未来を融合したイメージとしてキハ71系を時代に合わせて進化させた車両とした。

## 構造

### 車体
車体は普通鋼を基本として、外板と屋根板は耐候性鋼板を使用している。キハ71系と同じグリーンメタリック■の車体塗装をまとうハイデッカー構造であり、前面形状もキハ71系に比べて前照灯が若干小さくなるなどの差異もあるが、ほぼ同じ意匠とされた。LED式の矩形尾灯を採用するなどのアップデートも見られるほか、前面の化粧パネルやワイパーピボットカバーなどにも、同社の787系から883系、そして本系列の後に登場する885系などを手がけた水戸岡鋭治率いるドーンデザイン研究所の共通手法が散見される。側面はキハ71系の広幅窓と異なり、787系や883系などのような1座席ごとの独立した狭幅窓とされている。
運転台は低い位置に置かれるが、シアターシート ではないこともあり、同じく前面展望構造を採る名鉄1000系ほど極端に低められてはいない。
隣の車両に移る際、キハ71系では一旦階下に下りて移動するようになっていたが、本系列では連結面通路や幌を客室通路と同レベルの高さとした上で、デッキに橋構造の渡り廊下を通し、階下に下りることなく隣の車両に移動できるようになっている。これにより車内販売のワゴンサービスが可能となった（キハ71系はトレイサービス）。デッキと客室や通路の床の間は3段の階段でつながれている。

### 接客設備
室内の床材や天井内張りを初め、各座席の肘掛やボックス席とビュッフェのテーブル、化粧台まわりなどにも、同社の新幹線800系や特急用車両でおなじみの難燃木材がふんだんに使われており、同社らしさを表現している。天井形状や側パネル、荷物棚は883系と共通部品とすることでコスト低減を実現した。
座席はシートピッチ1000 mmの回転式リクライニングシートとされ、近年の同社特急形普通車と同等の仕様となっている。現在この種の座席では、前席背面収納式の大型テーブルが主流となっているが、この場合、座席を向かい合わせのボックス席とするとテーブルが使えない欠点がある。そこで、グループ旅行などの需要も重視される本系列では、1人用大型テーブル2組を中央肘掛内に収納し、向かい合わせでの使用時にボックス中央に4つのテーブルが集合する設計となっている。
3号車の中程には同社787系と類似の、それぞれの区画の背面がガラスのパーティションで仕切られた4人用簡易コンパートメントが4組ある。ボックス席ながら若干のリクライニングも可能となっているほか、中央の木製大型テーブルは、脚のないカンチレバー構造で壁面に取り付けられ、天板も前後が4分割の折りたたみ式となっており、出入りと使用時の利便性を両立している。窓際には卓上照明も備わる。
2015年に増備された4号車には乗降扉が設けられていないため、4号車の乗客は隣の車両などから乗り降りする必要がある。車内は座席や客室内のデザインが他の号車と異なる仕様になっている。天井は全面的に米松の葉柄を印刷したものを使用し、照明は電球色のダウンライトと荷棚下の読書灯から構成される。客席端の仕切ガラス扉はサンドブラス加工により葉柄を印刷したものを、座席は緑色の葉柄入りのものを使用している。ただし、4号車は発電用エンジンを備えるものの走行用エンジンが搭載されていない付随車のため、他の車両よりは静粛である。
供食設備としては、キハ71系では2号車にカフェテリアを設けているが、本系列では3号車に売店併設のビュッフェを設けた。ビュッフェカウンターはラウンドタイプで、通路窓側にも立席用のカウンターが備わっており、どちらの天板も難燃木製である。また、この立席部分には床から幕板にまで達する大型窓が3つ並んでおり、本編成のアクセントともなっている。
そのほか、3号車には車椅子対応座席を2席設けているほか、車椅子対応トイレの設置などバリアフリー対策がなされている。ハイデッカー構造としたため、空調装置は床中設置（台枠上面と客室床面の間の空間）の集約分散式で、冷凍能力10.47 kW（9,000 kcal/h）のAU614K形を各車4台設置するほか（1両あたり41.86 kW ≒ 36,000 kcal/h）、両乗務員室には専用のAU615K形空調装置を2台ずつ（2.62 kW ≒ 2,500 kcal/h×2）備えている。暖房についても空調装置に電気ヒーター（1両あたり5 kwh×4台）を内蔵している。
また、全車両でWi-Fiが利用できる。

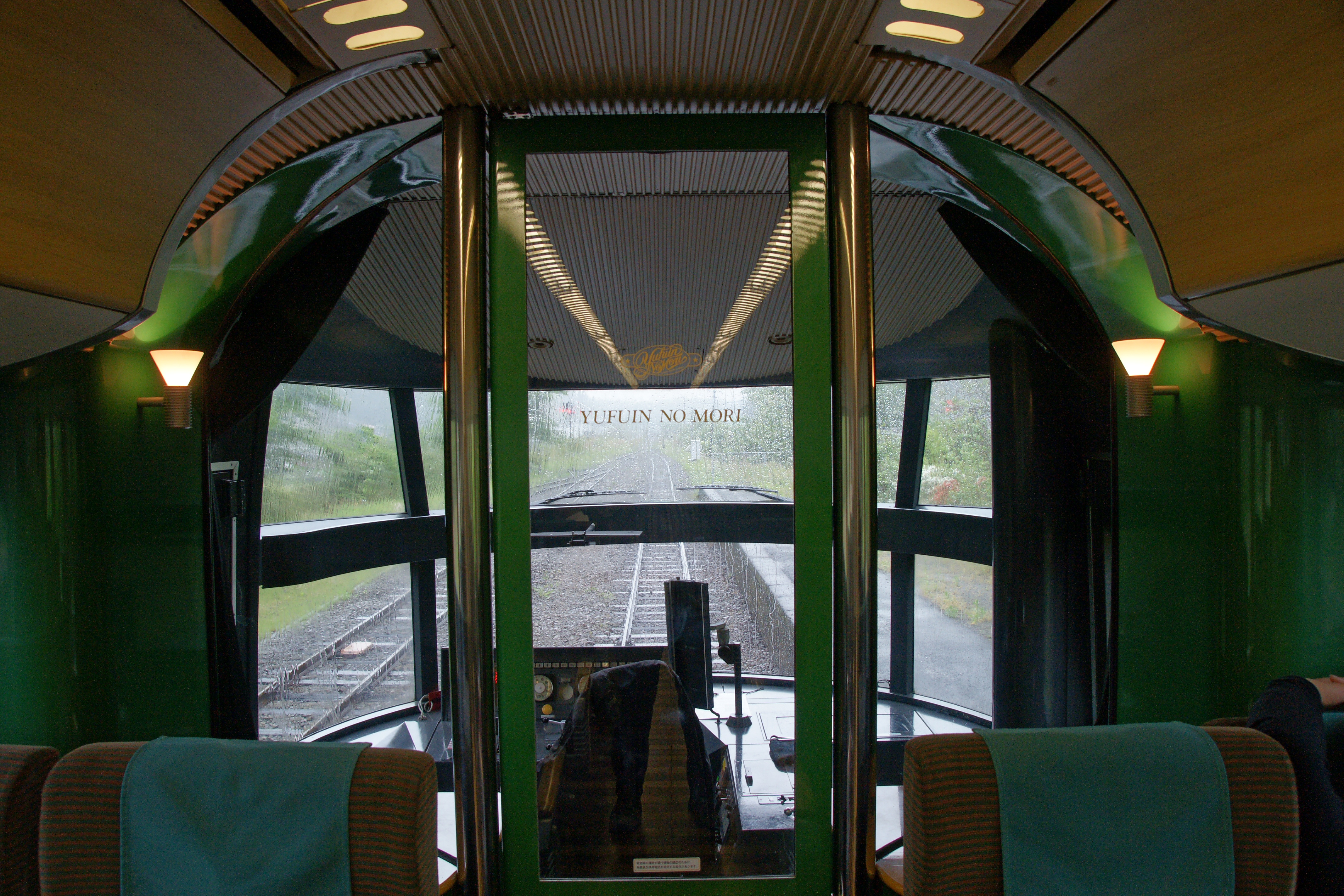
運転台
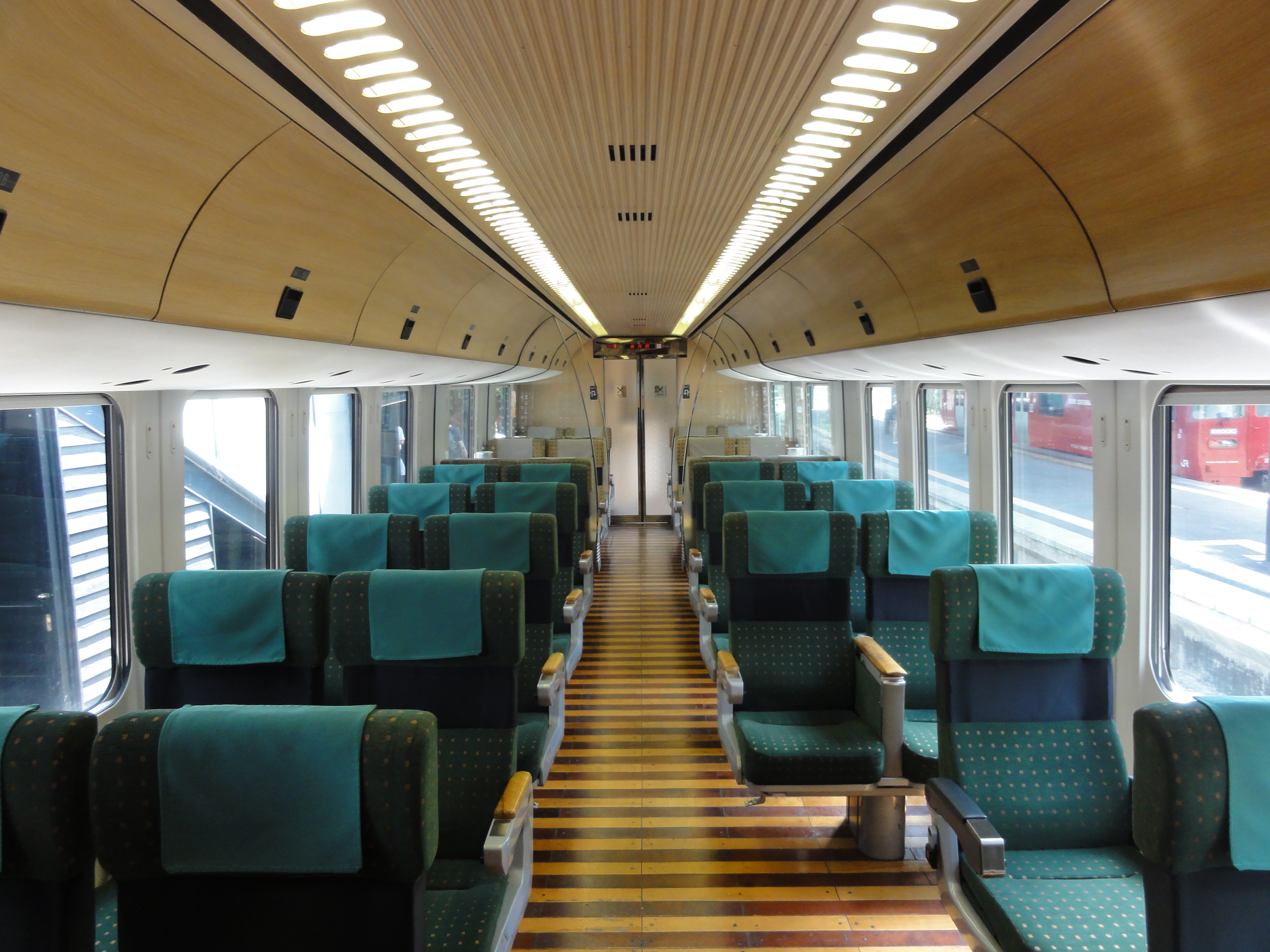
車内
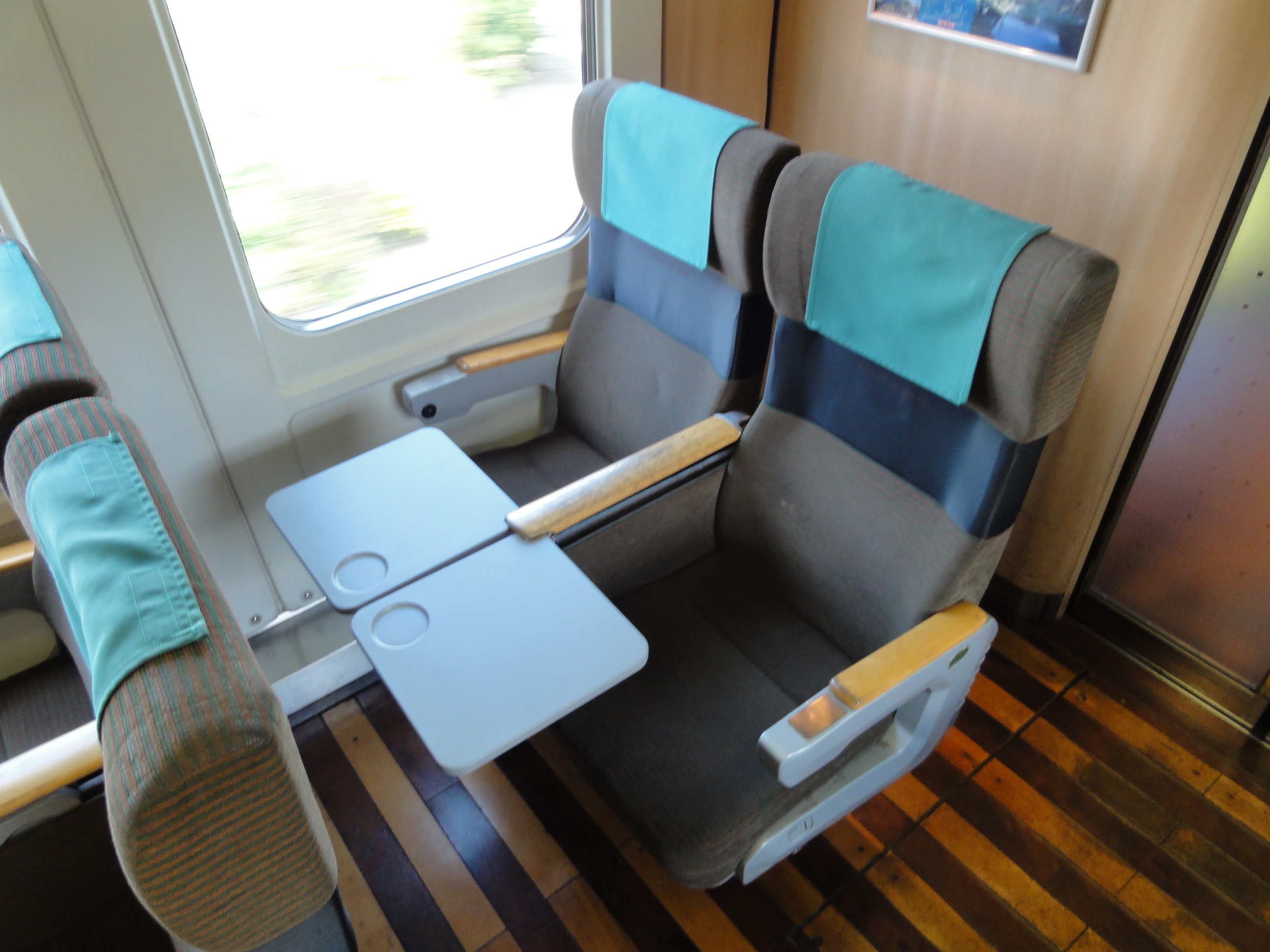
座席
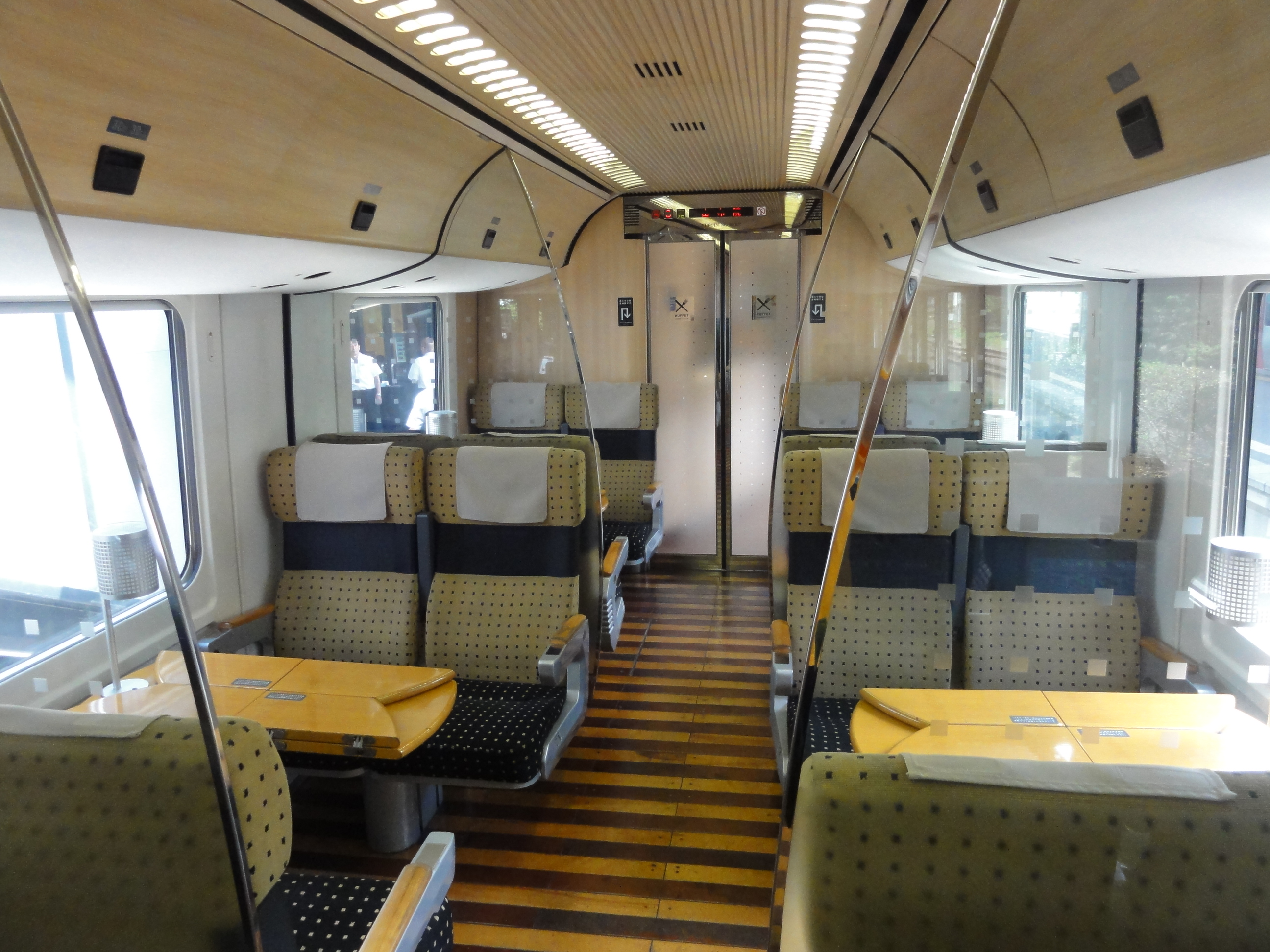
簡易コンパートメント

### 主要機器
先述のように、本系列ではディーゼルエンジンと液体式変速機や、台車も含めて新製されている。これらの機器類はキハ200系をベースとしたもので、設計時間の低減と予備品の共通化を実現している。
エンジンはDMF13HZA (450 PS / 2000 rpm) を用いている。これがキハ72 2には2基、他のキハ72形には1基搭載されている。サービス機器用の発電エンジンは90 kVA容量を備えており、キハ72 1とキハ72 5に搭載されている。増備車のキサハ72 4にもサービス機器用の発電エンジン（1・5と同様）を備えるものの、形式が示すように走行用エンジンは搭載していない。
台車は円錐積層ゴムをウィングばね状に配置した軸箱支持で、空気ばね方式のボルスタレス台車（ヨーダンパ付）を使用しており、動力台車がDT602K（キハ72 2）またはDT603K（キハ72 2以外の動力台車）、付随台車がTR602K（キサハ72 4以外の付随台車）またはTR602KA（キサハ72 4）を使用している。基礎ブレーキはユニット式の片押し式踏面ブレーキ（ユニットブレーキ）を使用している。キハ71系では種車の関係でコイルばねを使用する揺れ枕吊り台車の車両が存在するが、本系列では全車両とも空気ばね台車に統一されている。さらに変速機に爪クラッチを採用し、加速性能を向上させている。ブレーキシステムは電気指令式である。
このようにキハ71系に比較すると車両性能の向上が図られており、キハ71系では最高速度が95 km/hであったのに対し、本系列では120 km/hとされた。ただし、検査等での運休時はキハ185系を使用した「ゆふ」として運転されるため、120 km/h対応のダイヤは組まれていない。遅延したときなどに限り、120 km/h運転が行われることがある。
運転席はやや中心線寄りに配置され、L字形のコンソールで囲まれている。マスコンは左手操作の横軸式、ブレーキ設定器は電気指令式で、右手操作の縦軸式となっている。
保安装置は登場時にはATS-SK形であった。のちの省令により『パターン連続照査機能』等を装備し、SK形と互換性のある、ATS-DK形に変更され、専用のコンソールが設置された。

## 編成
本系列は切り離しての使用や、他系列との併結での営業運転は考慮していない。車内設備は普通車のみのモノクラスで、車両の仕様・諸元に関わらず形式はすべて72形（キハ72形・キサハ72形）で統一されており、車両番号が連番となっている。
登場時は下り方（由布院方）からキハ72 1（1号車）- キハ72 2（2号車）- キハ72 3（3号車）- キハ72 4（4号車）の4両編成であったが、2015年（平成27年）7月18日に中間車1両（キサハ72 4）が増結され、キハ72 1（1号車）- キハ72 2（2号車）- キハ72 3（3号車）- キサハ72 4（4号車）- キハ72 5（5号車）の5両編成となり、キハ72 4はキハ72 5に改番された。
|          | ← 湯布院博多 →     |                        |                                                            |                            |                   |
| 号車     | 1                  | 2                      | 3                                                          | 4                          | 5                 |
| 車号     | キハ72 - 1 （Mc'） | キハ72 - 2 （M1）      | キハ72 - 3 （M）                                           | キサハ72 - 4               | キハ72 - 5 （Mc） |
| 車両重量 | 38.7 t             | 42.5 t                 | 36.6 t                                                     | 37.9 t                     | 38.7 t            |
| 動軸     | ○○ ●●              | ●● ●●                  | ●● ○○                                                      | ○○ ○○                      | ●● ○○             |
| 車内設備 | 運転室             | トイレ 洗面所 公衆電話 | ボックス席 車椅子席 車椅子トイレ 車椅子昇降装置 ビュッフェ | トイレ 洗面所 展望スペース | 運転室 多目的室   |

1. ↑  公衆電話は撤去済。
2. ↑  5号車は元喫煙車。車内禁煙化時に喫煙ルームを設置、廃止後は多目的室に改造。

- キサハ72 4を除き、各車両は座席1脚（2名分）を撤去して荷物置場を設置
- 気動車であるが、Mcなどの呼称を使用している文献がある[7]

### 各車両
- キハ71 1

下り方（由布院寄り）先頭車（1号車）。運転室とはガラスで仕切られており、運転室越しに前面展望が可能。定員は新製時60名、荷物置場設置後58名。
- キハ72 2

2号車に連結される。下り方にトイレ（男女兼用×1、女性用×1）と洗面所・公衆電話室（電話は撤去済）が設けられている。定員は新製時60名、荷物置場設置後58名。
- キハ72 3

3号車に連結される。客室内の下り方から4列は4人用ボックスシート×4組になっているほか、上り方（博多寄り）には車椅子対応座席が設置されている。下り方にビュッフェと展望スペースが、上り方にトイレ（男女兼用×1、女性用兼車椅子対応×1）、車椅子昇降装置が設けられている。定員は新製時34名、荷物置場設置後32名。
- キサハ72 4

4号車に連結される。2015年に新たに増備された車両で、編成中唯一の付随車。下り方に展望スペース（フリースペース）、トイレ（男女兼用×1、男性用×1）と洗面所が設けられている。新製当初から車内に荷物置場を備えている。定員60名。この車両のみ乗降ドアがなく、隣の3・5号車から乗り降りする形となる。
- キハ72 5

上り方先頭車（5号車）。2015年にキサハ72 4が増結されるまでは4号車で、キハ72 4を名乗っていた。1号車と同様、運転室とはガラスで仕切られており、運転室越しに前面展望が可能。新製当初の4両編成では唯一の喫煙車であった。下り方に多目的室を設ける。定員は新製時60名、荷物置場設置後58名。
その他、各号車の客室端部（1・3・4号車は上り方、2・5号車は下り方。4号車を除きデッキから客室に入ってすぐ横）に荷物収納スペースが設けられている。

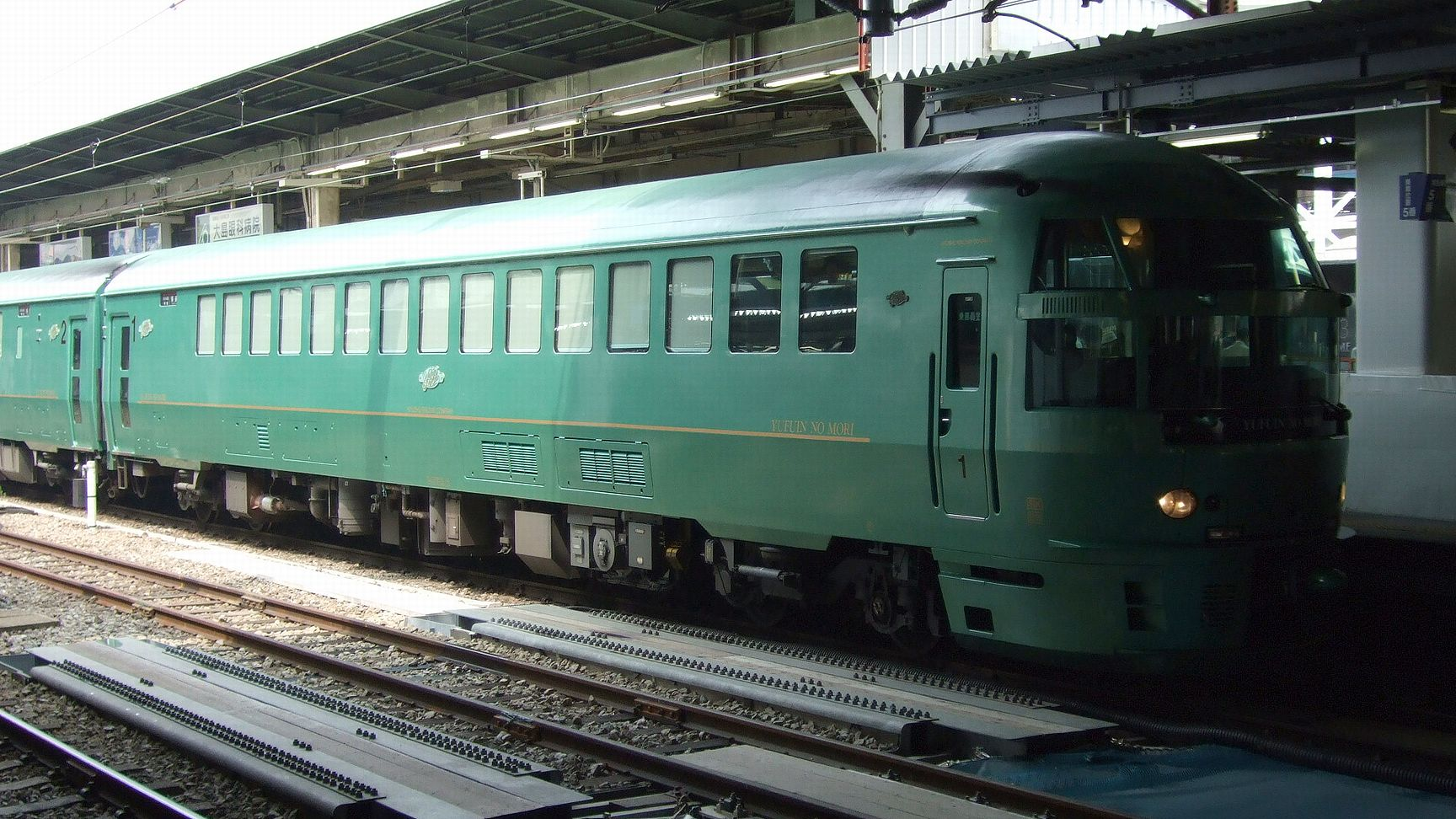
キハ72 1
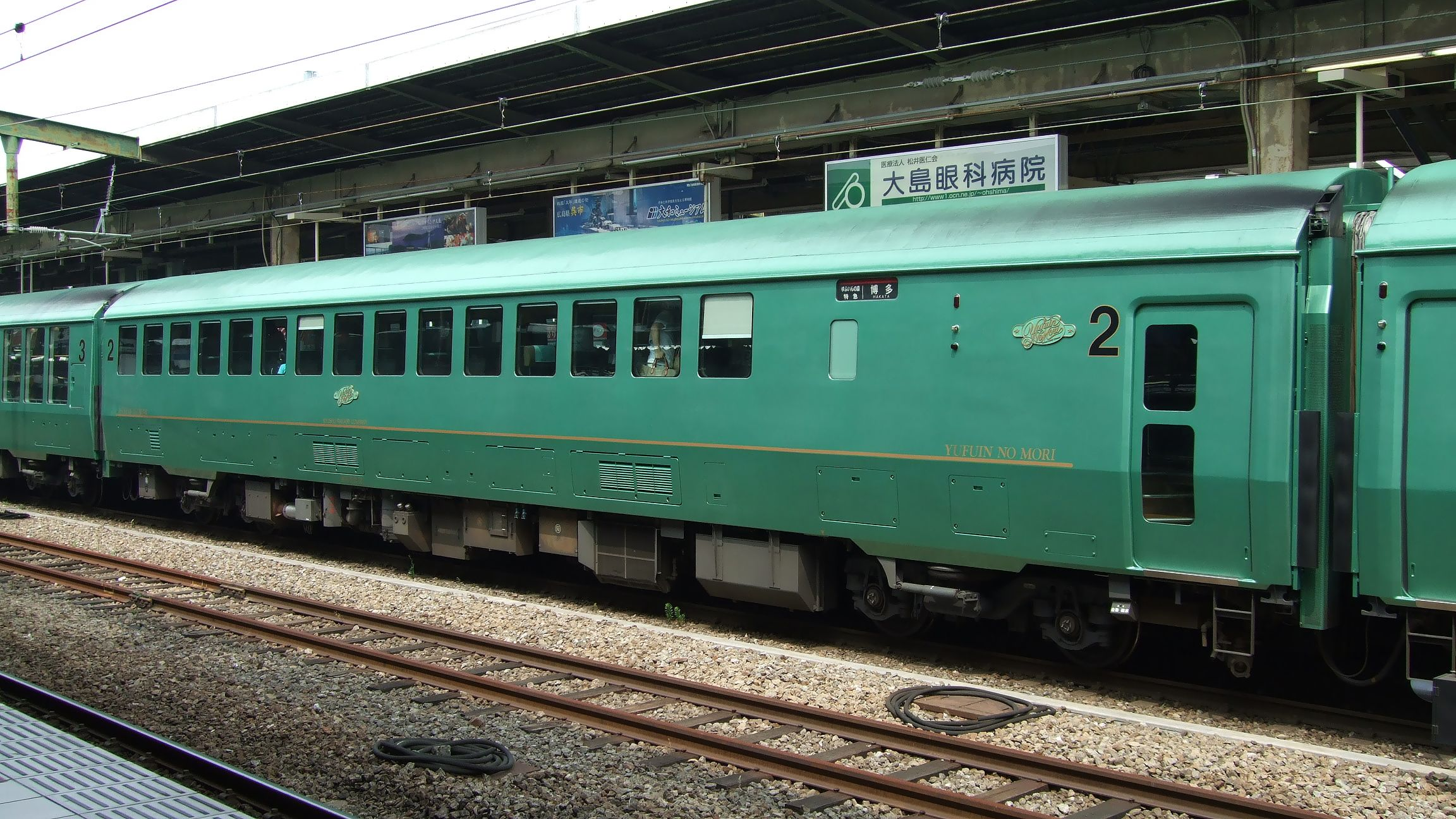
キハ72 2
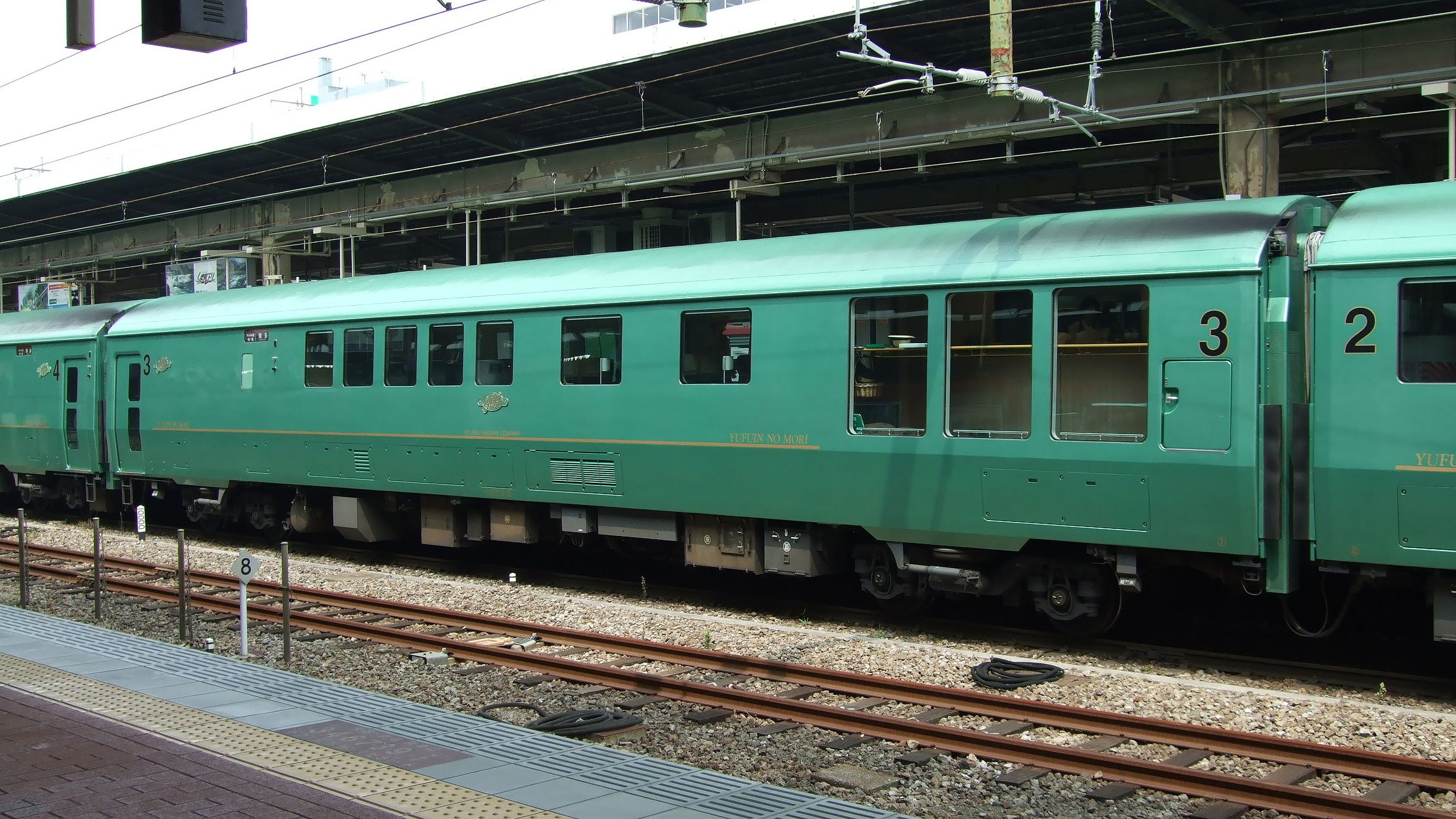
キハ72 3
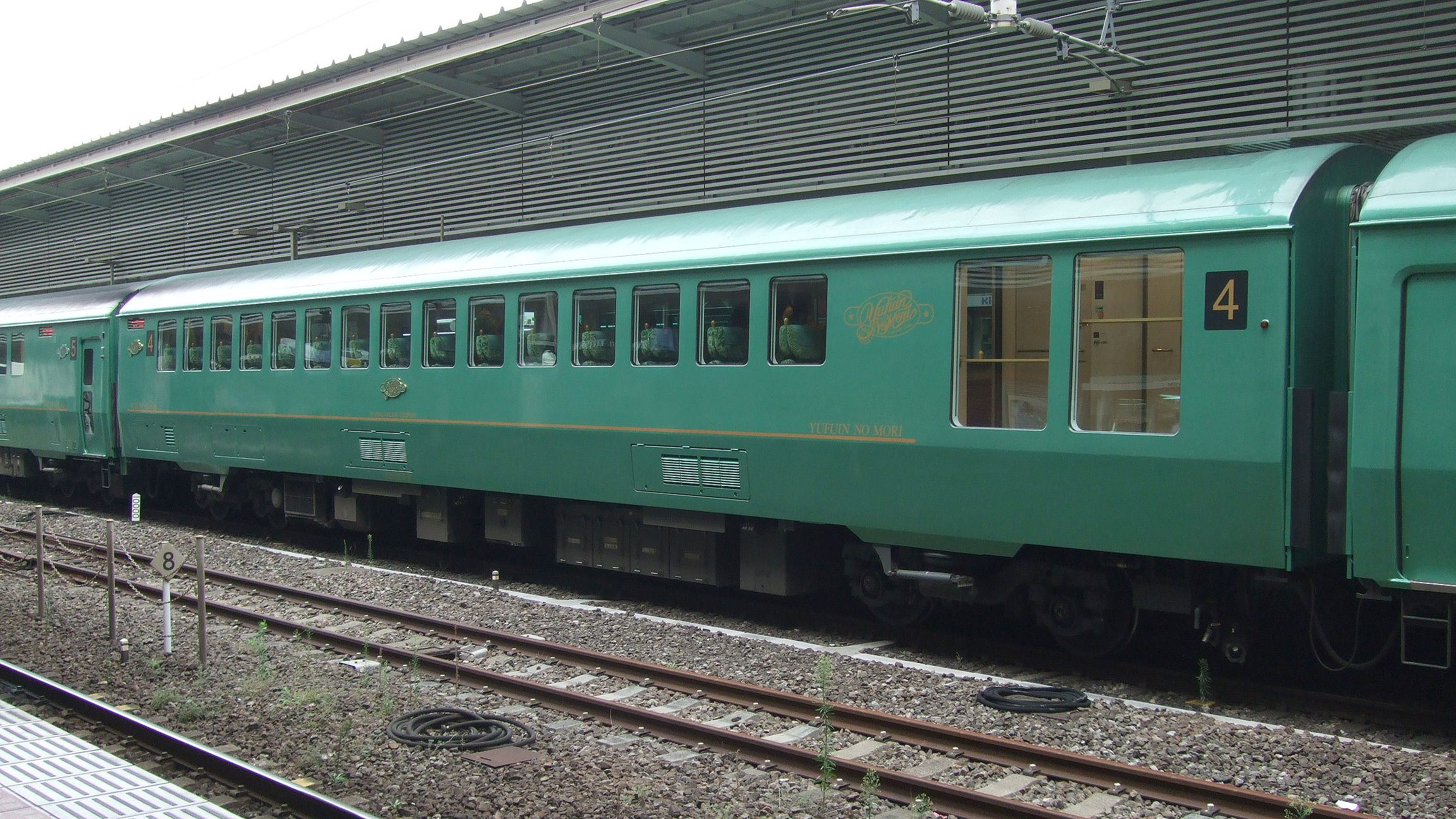
キサハ72 4
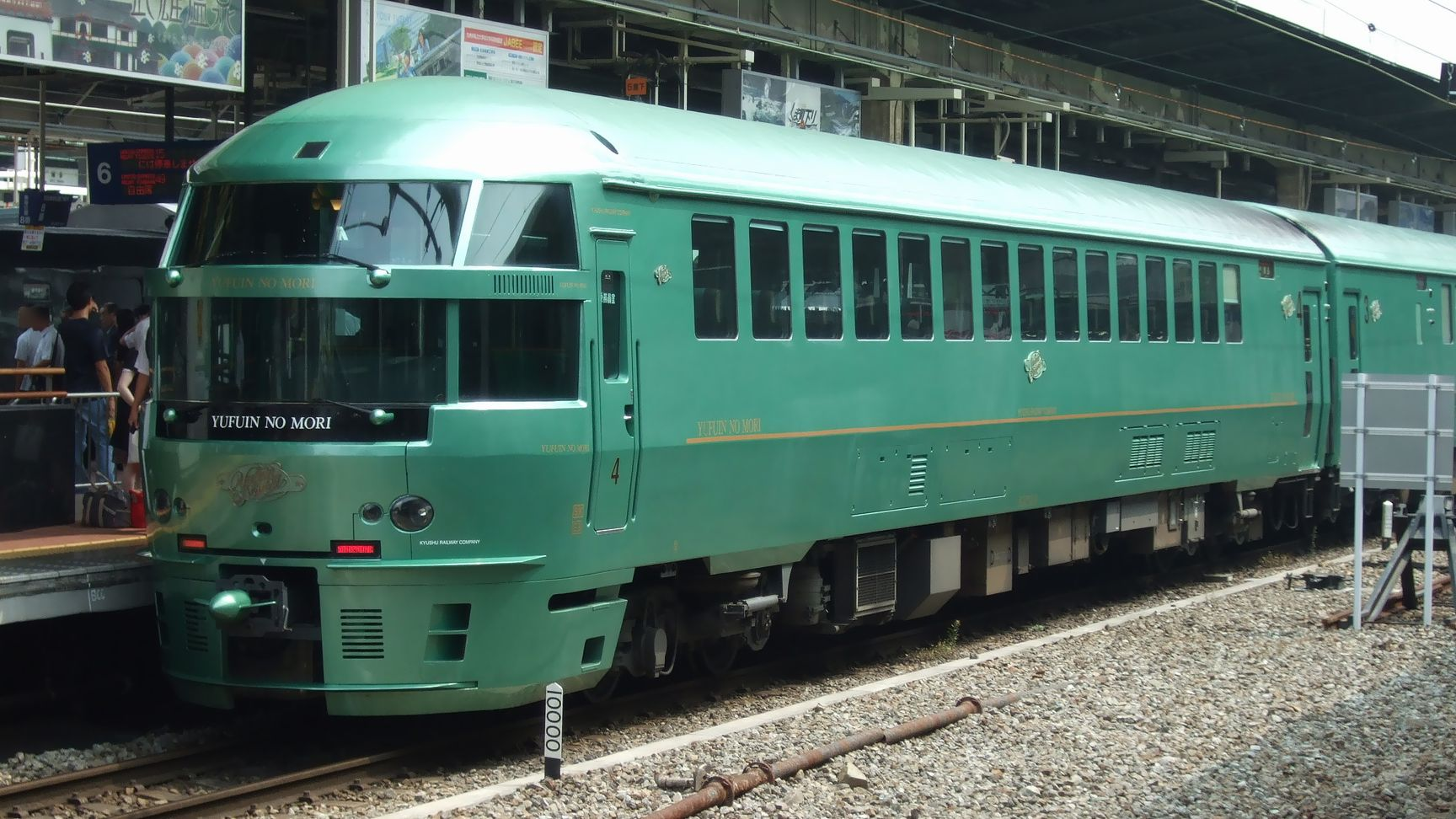
キハ72 5（キハ72 4時代に撮影）

## 運用
落成以来、筑豊篠栗鉄道事業部直方車両センター（本チク）に配置されており、久大本線特急「ゆふいんの森」（由布院・別府方面行き）の1・2・5・6号（博多駅 - 由布院駅間運転）の2往復に使用されている。運休日には、キハ185系で「ゆふ」71・72・75・76号として同じ時刻・停車駅で自由席を設けて運転される。